# Ophellas

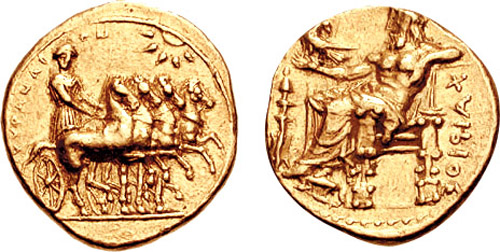
Kyrenaische Münze aus der Regierungszeit des Ophellas (um 322–313 v. Chr.)

Ophellas (altgriechisch Ὀφέλλας Ophéllas; * um 355 v. Chr. in Pella; † 308 v. Chr. bei Karthago) war ein makedonischer Offizier unter Alexander dem Großen und dem Diadochen Ptolemaios I. Von 322/321 an war er Statthalter der Kyrenaika. Auf einem Feldzug gegen die Karthager wurde Ophellas ermordet.

## Leben
Ophellas wurde in Pella, der Hauptstadt Makedoniens, als Sohn des makedonischen Adligen Silenos (Seilenos) geboren. Er nahm als Gefährte Alexanders des Großen am Alexanderzug teil und war als liturgischer Trierarch am Aufbau von dessen Flotte beteiligt. Bald nach Alexanders Tod stand er im Dienst Ptolemaios’ I., der die Herrschaft über Ägypten übernommen hatte. Ptolemaios beauftragte Ophellas im Jahr 322 oder 321, den Söldnerführer Thibron zu beseitigen, der die babylonischen Steuereinnahmen gestohlen und sich in der Kyrenaika festgesetzt hatte.
Ophellas unternahm den Feldzug mit einer beträchtlichen Land- und Seestreitmacht. Thibron wurde besiegt, gefangen genommen und den Bewohnern der Stadt Taucheira ausgeliefert, die ihn folterten und dann zur Hinrichtung nach Kyrene brachten. Nun verloren die Stadt Kyrene und die umliegenden Städte ihre Unabhängigkeit und wurden ins Reich des Ptolemaios eingegliedert, nachdem Ophellas die demokratisch gesinnten Kräfte, die sich mit Thibron verbündet hatten, ausgeschaltet hatte. Ptolemaios erschien vor dem Ende der Auseinandersetzungen persönlich in Kyrene und traf Regelungen zum künftigen Status der Stadt. Ophellas wurde sein Provinzstatthalter in der Kyrenaika und Befehlshaber der ägyptischen Besatzung in Kyrene. 313/312 v. Chr. fiel die Kyrenaika kurzzeitig vom Ptolemäerreich ab, wurde aber zurückerobert und danach wieder seiner Verwaltung unterstellt.
Offenbar im Zeitraum 312–309 machte sich Ophellas faktisch unabhängig und strebte die Begründung einer eigenständigen Herrschaft an. Zu diesem Zweck verbündete er sich mit Agathokles, dem Herrscher von Syrakus. Agathokles befand sich damals im Krieg gegen Karthago. Er hatte, als die Karthager ihn auf Sizilien bedrängten, eine kühne Entlastungsoffensive nach Afrika unternommen, die jedoch nach einiger Zeit ins Stocken geraten war. Daher schloss er einen Bündnisvertrag mit Ophellas. Die beiden vereinbarten, ihre Streitkräfte gegen Karthago zu vereinen. Nach der Vernichtung der karthagischen Macht sollte Agathokles nach Sizilien zurückkehren, die Insel fortan ungestört beherrschen und Ophellas die Herrschaft über das bisherige nordafrikanische Reich der Karthager überlassen. Agathokles’ Sohn Herakleides blieb als Geisel bei Ophellas.

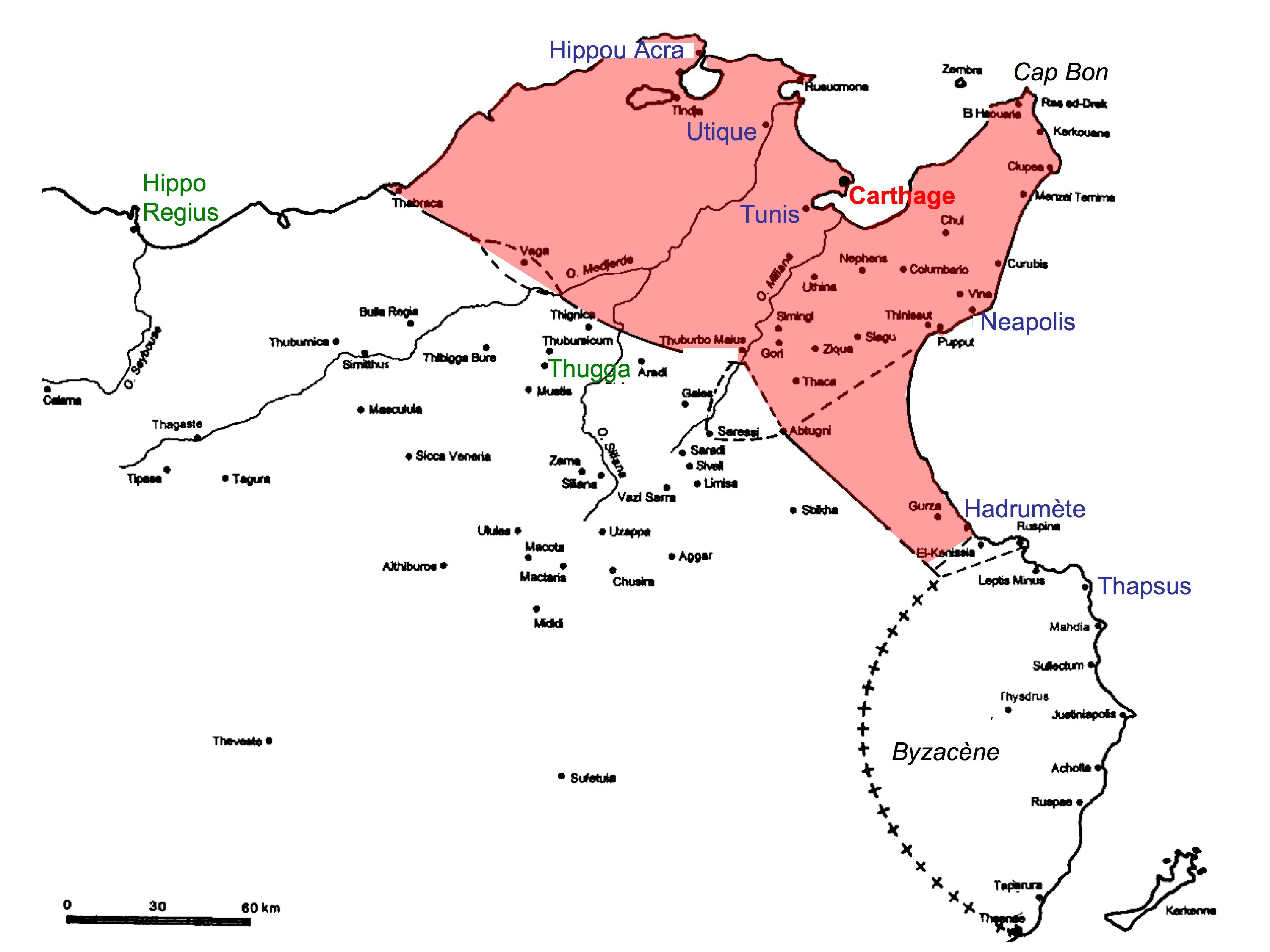
Das karthagische Herrschaftsgebiet in Nordafrika zur Zeit des Ophellas

Ophellas warb in Griechenland, insbesondere in Athen, zahlreiche Söldner an, die beabsichtigten, sich mit ihren Familien in dem zu erobernden Reich niederzulassen. Zu Athen hatte er eine besondere Beziehung, da er mit einer vornehmen Athenerin namens Eurydike verheiratet war, die angeblich von Miltiades abstammte. Im Sommer 308 brach er mit seiner Streitmacht nach Westen auf. Das Heer umfasste mehr als 10.000 Fußsoldaten, 600 Berittene, 100 Streitwagen und 10.000 Zivilisten, die nach dem erhofften Sieg Siedler werden wollten.
Der sehr beschwerliche, entbehrungsreiche Marsch durch unwegsames Wüstengelände dauerte zwei Monate. Nach der Vereinigung mit den Truppen des Agathokles war das Verhältnis der beiden Feldherren zunächst gut, zumindest äußerlich, doch bald kam es zu einem Konflikt. Agathokles beschuldigte vor seinen Truppen Ophellas des Verrats. Der völlig überraschte Ophellas konnte nur schwachen Widerstand leisten; er fiel im Kampf gegen überlegene Kräfte des Agathokles. Seine dadurch führerlos gewordene Streitmacht wurde in das Heer des Agathokles eingegliedert. Nun konnte Ptolemaios die Kyrenaika wieder in seinen Besitz nehmen.
Der Tod des Ophellas wird von der Forschung unterschiedlich beurteilt. Die Agathokles extrem feindlich gesinnte Tradition, deren Darstellung im Bericht Diodors erhalten ist, schildert den Vorgang als reine Heimtücke des Agathokles und suggeriert, er habe von Anfang an geplant, Ophellas in eine Falle zu locken. Möglich ist aber auch, dass es zu einem Streit um das Oberkommando kam, in dem keine Seite nachgeben wollte, so dass der Konflikt ein gewaltsames Ende fand. Zu beachten ist auch, dass Agathokles ein gutes Verhältnis zu Ptolemaios hatte, dessen Stieftochter er später heiratete. Die Ausschaltung des Ophellas lag sehr im Interesse des ägyptischen Herrschers. Es ist daher denkbar, dass Agathokles im Einvernehmen mit Ptolemaios den Rebellen Ophellas beseitigte.